# 東京農業大学世田谷キャンパス

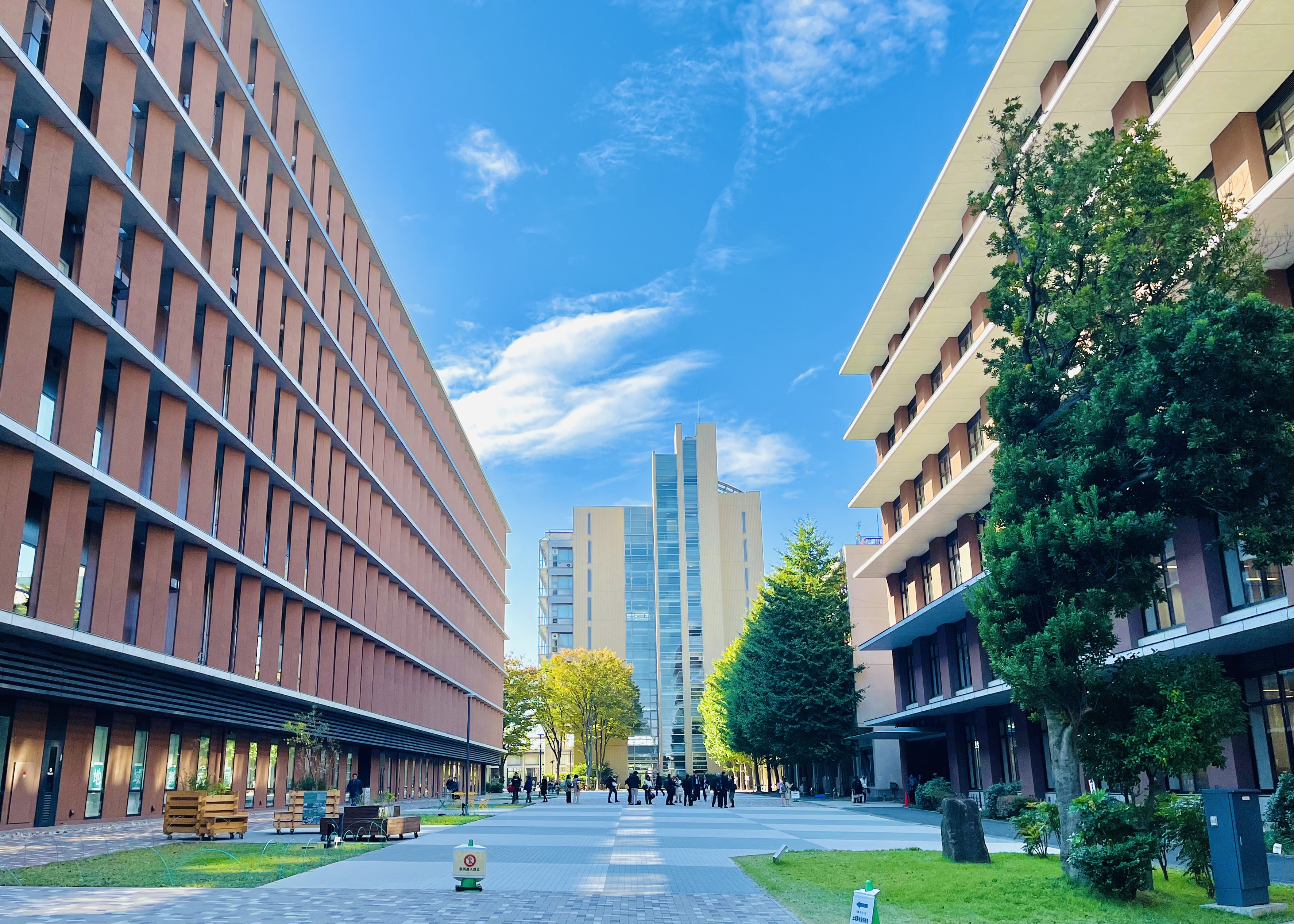
世田谷キャンパス

東京農業大学世田谷キャンパス（とうきょうのうぎょうだいがくせたがやキャンパス）とは、東京都世田谷区桜丘にある東京農業大学のキャンパスである。同大学の本部および運営法人である「学校法人東京農業大学」の所在地でもある。

## 使用学部・研究科
- 東京農業大学応用生物科学部・大学院応用生物科学研究科
- 東京農業大学生命科学部・大学院生命科学研究科
- 東京農業大学地域環境科学部・大学院地域環境科学研究科
- 東京農業大学国際食料情報学部・大学院国際食料農業科学研究科

## 歴史
- 1946年（昭和21年）
  - 3月29日 - 太平洋戦争にて被災した常磐松の地を青山学院に売却し、東京都世田谷区世田谷4丁目461番地にあった陸軍機甲整備学校跡地に学校移転。現在の世田谷キャンパスとなる。
  - 9月 - 財団法人農芸振興会発足。
- 1947年（昭和22年）
  - 3月31日 - 専門部開拓科を廃止。
  - 4月1日 - 千葉県茂原市に千葉農学部設置。千葉農学部専門部林業科および千葉農学部専門部畜産科を設置。
  - 有用植物園を開設。
- 1949年（昭和24年）2月21日 - 学校教育法による学校法人東京農業大学が設立され、旧制東京農業大学、専門部、千葉農学部改組。農学部農学科、林学科、畜産学科、農業化学科、農業工学科、農業経済学科、緑地学科、協同組合学科を設置。
- 1950年（昭和25年）3月14日 - 東京農業大学短期大学設置。協同組合学科を廃止。
- 1951年（昭和26年）- 東京農業大学父兄会（現・東京農業大学教育後援会）発足。
- 1952年（昭和27年）- 戦後初の学園祭「収穫祭」開催。「大根踊り」（応援歌『青山ほとり』に振りを付けた）初登場。（誕生の説その2）
- 1953年（昭和28年）
  - 1月31日 - 農学部醸造学科を設置。
  - 3月31日 - 東京農業大学大学院設置。大学院農学研究科修士課程農学専攻および大学院農学研究科修士課程農業経済学専攻設置。
- 1954年（昭和29年）- 大学農学部農業化学科を大学農学部農芸化学科へ改称。
- 1956年（昭和31年）- 大学農学部農業拓殖科設置。大学農学部緑地学科を大学農学部造園学科へ改称。
- 1957年（昭和32年）- 大学院農学研究科修士課程農芸化学専攻を設置。
- 1959年（昭和34年）- 大学院農学研究科博士課程農芸化学専攻を設置。
- 1960年（昭和35年）- 用賀農場を売却し、厚木中央農場（現・厚木キャンパス）設置。
- 1961年（昭和36年）- 大学農学部栄養学科を設置。
- 1962年（昭和37年）- 大学院農学研究科博士課程農学専攻および大学院農学研究科博士課程農業経済学専攻を設置。
- 1965年（昭和40年）5月18日 - 東京農業大学ワンダーフォーゲル部死のシゴキ事件発生。
- 1966年（昭和41年）- 米国ミシガン州立大学と姉妹校提携。
- 1968年（昭和43年）- 大学栄養学科、栄養学専攻および管理栄養士専攻に専攻分離。
- 1975年（昭和50年）- 東京農業大学成人学校設置。
- 1978年（昭和53年）- 文部省より「発展途上国との学術交流事業の農学分野拠点大学」に選ばれる。東京農業大学総合研究所設置。
- 1981年（昭和56年）- 図書館農業資料室が博物館相当施設に指定。
- 1986年（昭和61年）- 大学院農学研究科修士課程林学専攻、大学院農学研究科修士課程畜産学専攻および大学院農学研究科修士課程食品栄養学専攻を設置。
- 1990年（平成2年）- 大学院農学研究科修士課程林学専攻および大学院農学研究科修士課程畜産学専攻を博士前期課程とし、博士後期課程を設置。大学院農学研究科博士後期課程生物環境調整学専攻、大学院農学研究科修士課程農業工学専攻、大学院農学研究科修士課程醸造学専攻、大学院農学研究科修士課程国際農業開発学専攻および大学院農学研究科修士課程造園学専攻を設置。
- 1991年（平成3年）- 大学農学部農業拓殖学科、大学農学部国際農業開発学科に改称。東京農業大学父兄会、東京農業大学教育後援会に改称。創立100周年記念式典挙行、天皇・皇后臨席。100周年事業実施。
- 1993年（平成5年）- 大学院生物産業学研究科修士課程生物産業学専攻設置。
- 1995年（平成7年）- 大学院生物産業学研究科修士課程生物産業学専攻を博士前期課程とし、博士後期課程設置。
- 1998年（平成10年）- 農学部を農学部、応用生物科学部、地域環境科学部および国際食料情報学部に改組。農学部に農学科および畜産学科設置。応用生物科学部にバイオサイエンス学科（新設）、生物応用化学科（農芸化学科改称）、醸造科学科（醸造学科改称）および栄養科学科（栄養学科改称）設置。地域環境科学部に森林総合科学科（林学科改称）、生産環境工学科（農業工学科改称）および造園科学科（造園学科改称）設置。国際食料情報学部に国際農業開発学科、食料環境経済学科（農業経済学科改称）および生物企業情報学科（新設）設置。神奈川県厚木市に厚木キャンパスを設置し、農学部を移転。
- 2002年（平成14年）
  - 大学院農学研究科修士課程バイオサイエンス専攻および大学院農学研究科修士課程国際バイオビジネス学専攻を設置。大学院農学研究科修士課程醸造学専攻、大学院農学研究科修士課程食品栄養学専攻、大学院農学研究科修士課程農業工学専攻、大学院農学研究科修士課程造園学専攻、大学院農学研究科修士課程国際農業開発学専攻を博士前期課程とし、博士後期課程設置。
  - 2月28日 - 世田谷キャンパス、ISO14001取得。
- 2003年（平成15年）3月27日 - 厚木キャンパスおよびオホーツクキャンパス、ISO14001取得。
- 2004年（平成16年）- 大学院農学研究科修士課程バイオサイエンス専攻および大学院農学研究科修士課程国際バイオビジネス学専攻設置を博士前期課程とし、博士後期課程設置。「食と農」の博物館開設。
- 2005年（平成17年）- 大学国際食料情報学部生物企業情報学科を大学国際食料情報学部国際バイオビジネス学科へ改称。大学院農学研究科博士後期課程生物環境調整学専攻、大学院農学研究科博士後期課程環境共生学専攻に改称。
- 2006年（平成18年）- 大学農学部バイオセラピー学科および大学生物産業学部アクアバイオ学科を設置。
- 2010年（平成22年）- 大学生物産業学部食品科学科を大学生物産業学部食品香粧学科へ改称。
- 2012年（平成24年）- 大学生物産業学部産業経営学科を大学生物産業学部地域産業経営学科へ改称。
- 2014年（平成26年）- 大学応用生物科学部栄養科学科（食品栄養学専攻・管理栄養士専攻）を、食品安全健康学科と栄養科学科の2学科に改組。
- 2016年（平成28年）- 創立125周年。短期大学部の募集停止。
- 2017年（平成29年）- 大学生命科学部バイオサイエンス学科（応用生物科学部より改組）、分子生命化学科（新設）、分子微生物学科（新設）を新設。地域環境科学部に地域創生科学科および国際食料情報学部に国際食農科学科を新設。
- 2018年（平成30年）- 大学農学部生物資源開発学科、デザイン農学科を設置。畜産学科を動物科学科に改称。応用生物科学部生物応用化学科を農芸化学科に改称。生物産業学部生物生産学科を北方圏農学科に、アクアバイオ学科を海洋水産学科に改称。
- 2020年（令和2年）- 大学院農学研究科を改組し、応用生物科学研究科農芸化学専攻、醸造学専攻、食品安全健康学専攻および食品栄養学専攻を設置。
- 2021年（令和3年）- 大学院生命科学研究科バイオサイエンス専攻（農学研究科より改組）、分子生命化学専攻（新設）、分子微生物学専攻（新設）、地域環境科学研究科林学専攻（農学研究科より改組）、農業工学専攻（農学研究科より改組）、造園学専攻（農学研究科より改組）、地域創成学専攻（新設）、大学院国際食料農業科学研究科国際農業開発学専攻（農学研究科より改組）、農業経済学専攻（農学研究科より改組）、国際アグリビジネス学専攻（農学研究科より改組）、国際食農科学専攻（新設）を設置。

## 施設

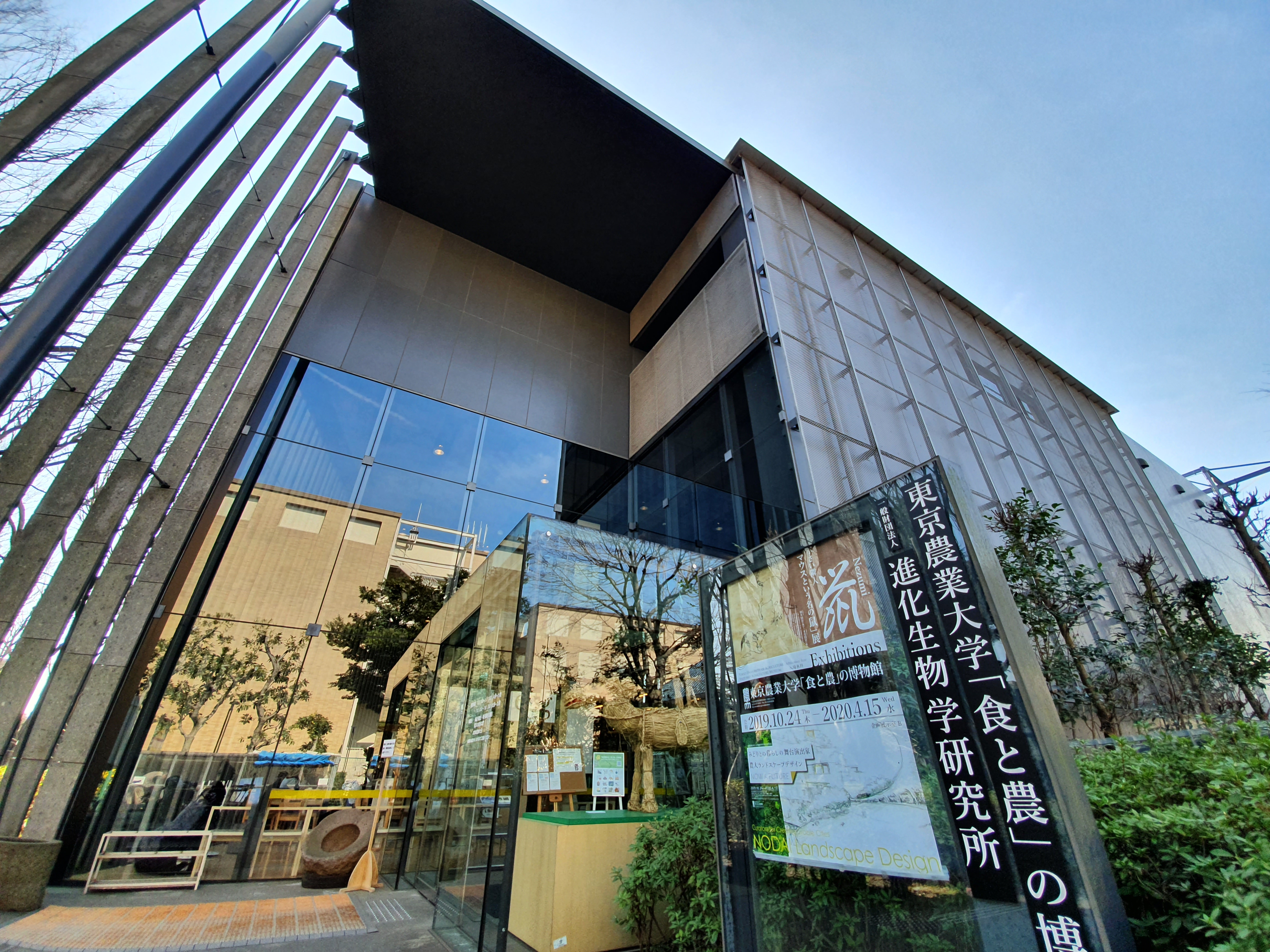
「食と農」の博物館

- 研究棟「農大サイエンスポート」

2019年（令和元年）竣工。地下1階・地上8階建て。建築面積 : 7,414.32㎡、延べ面積 : 46,236.33㎡。世田谷キャンパスの4 学部15 学科87 研究室が集う、東京23 区内最大級の教育研究施設。

## アクセス
- 小田急小田原線 経堂駅
- 東急田園都市線 用賀駅